# Дзорак
Дзорак (вірм. Զորակ) — село в марзі Арарат, у центрі Вірменії. Село розташоване на лівому березі річки Раздан, за 5 км на північний захід від міста Масіс, за 3 км на північ від села Саят-Нова, за 1 км на захід від села Нізамі, за 1 км на південь від села Даштаван та за 2 км на південний схід від села Дарбнік.